# Isn't This a Lovely Day?
Isn't This a Lovely Day? est une chanson écrite en 1935 par le compositeur américain Irving Berlin.

## Historique
Irving Berlin a écrit pour le film Top Hat, où elle a été introduite par Fred Astaire dans la scène où son personnage et celui de Ginger Rogers se réfugient dans un kiosque à musique pendant un orage.
Les paroles sont un exemple de chanson qui transforme une situation négative en chanson d'amour, un style courant chez Irving Berlin, comme dans I've Got My Love to Keep Me Warm et Let's Have Another Cup of Coffee.

Ginger Rogers et Fred Astaire dans Top Hat
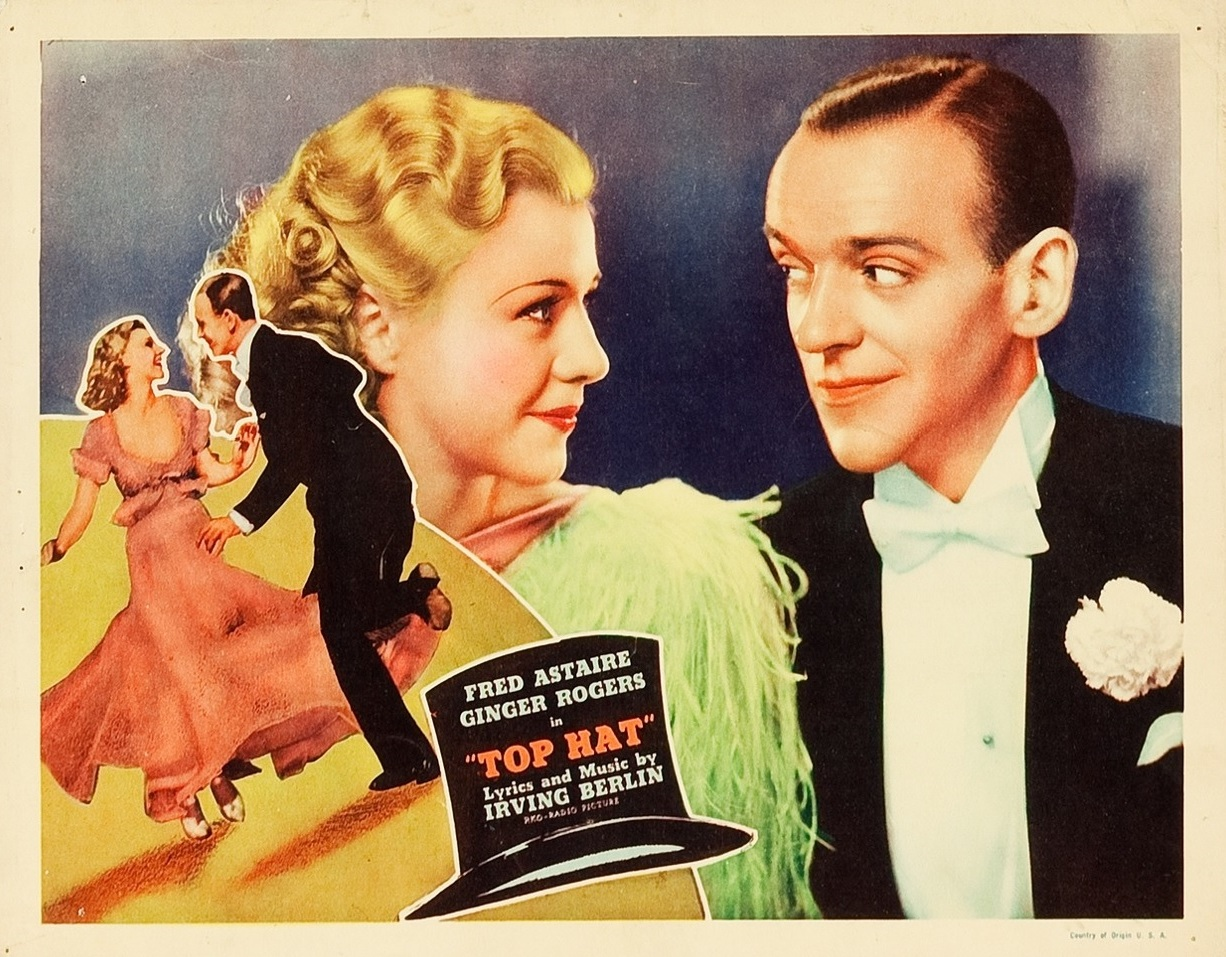
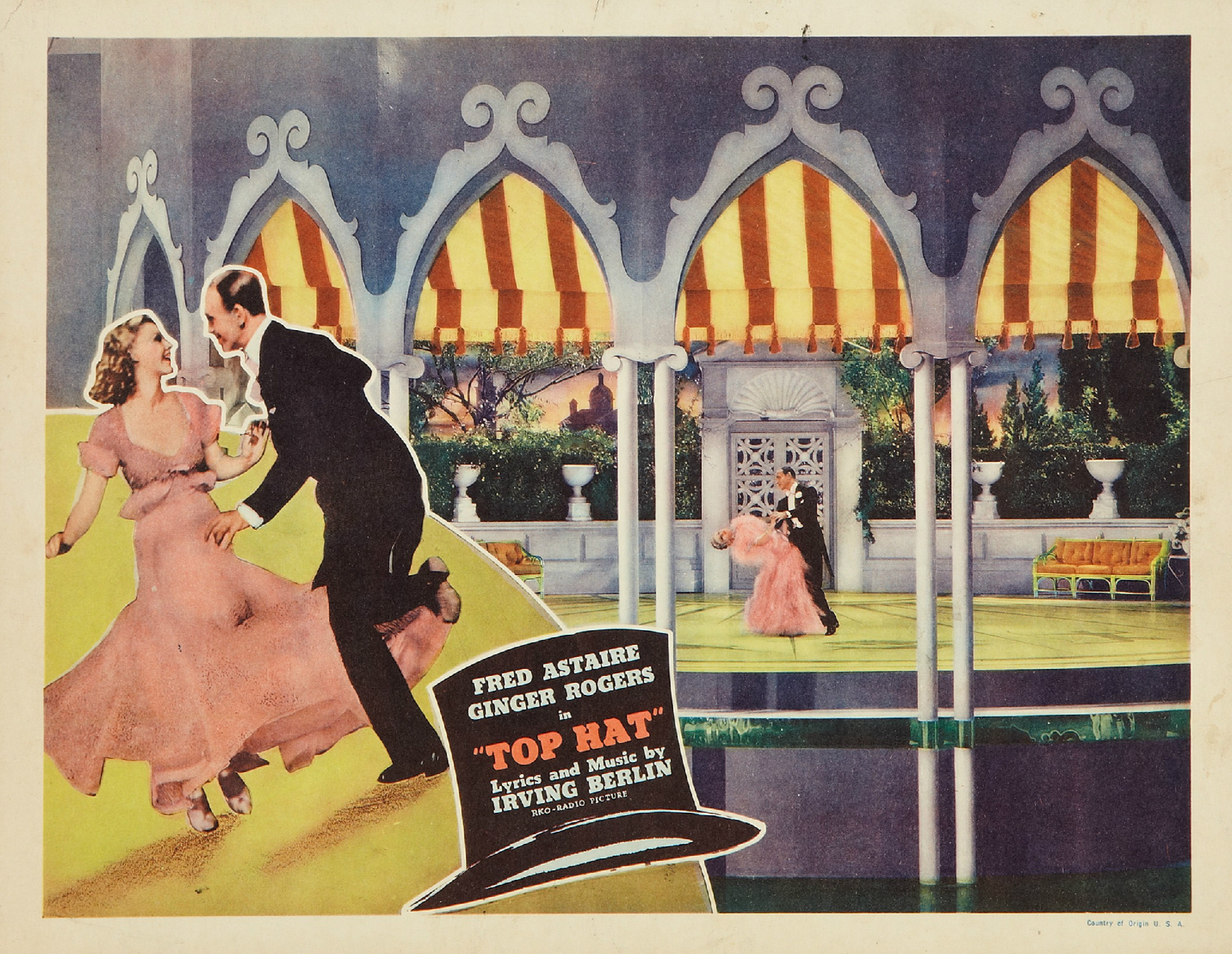

## Versions notables
- Fred Astaire a enregistré la chanson à trois reprises : 
  - sa version de 1935 a atteint la troisième place dans les charts[1]
  - en 1953, il a repris la chanson dans son album The Astaire Story
  - son troisième enregistrement fut réalisé en 1975 et fut repris sur l'album The Golden Age Of Fred Astaire[2]

- 1935 : Ginger Rogers[3]

- 1935 : Phil Ohman[4]

- 1955 : Billie Holiday[5]

- 1956 : Ella Fitzgerald et Louis Armstrong - Ella and Louis

- 1957 : Sarah Vaughan et Billy Eckstine - Sarah Vaughan and Billy Eckstine Sing the Best of Irving Berlin.

- 1957 : Dick Haymes - Moondreams

- 1958 - Ella Fitzgerald - Ella Fitzgerald Sings the Irving Berlin Songbook

- 1958 : Jeri Southern - Southern Breeze[6]

- 1961 : Petula Clark[7]

- 1965 : Bing Crosby - Bing Crosby's Treasury - The Songs I Love

- 1987 : Tony Bennett - Bennett/Berlin

- 1987 : George Shearing - Breakin' Out

- 2000 : Stacey Kent - Let Yourself Go: Celebrating Fred Astaire

- 2000 : Helen Shapiro - Simply Shapiro

- 2006 : Diana Krall - From This Moment On

- 2017 : Seth MacFarlane - In Full Swing

Quelques interprètes de la chanson Isn't This a Lovely Day?
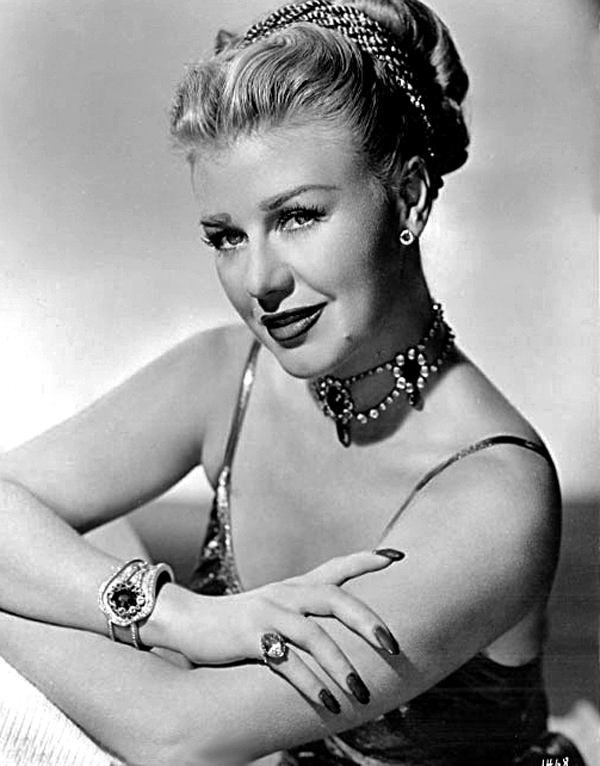
Ginger Rogers.
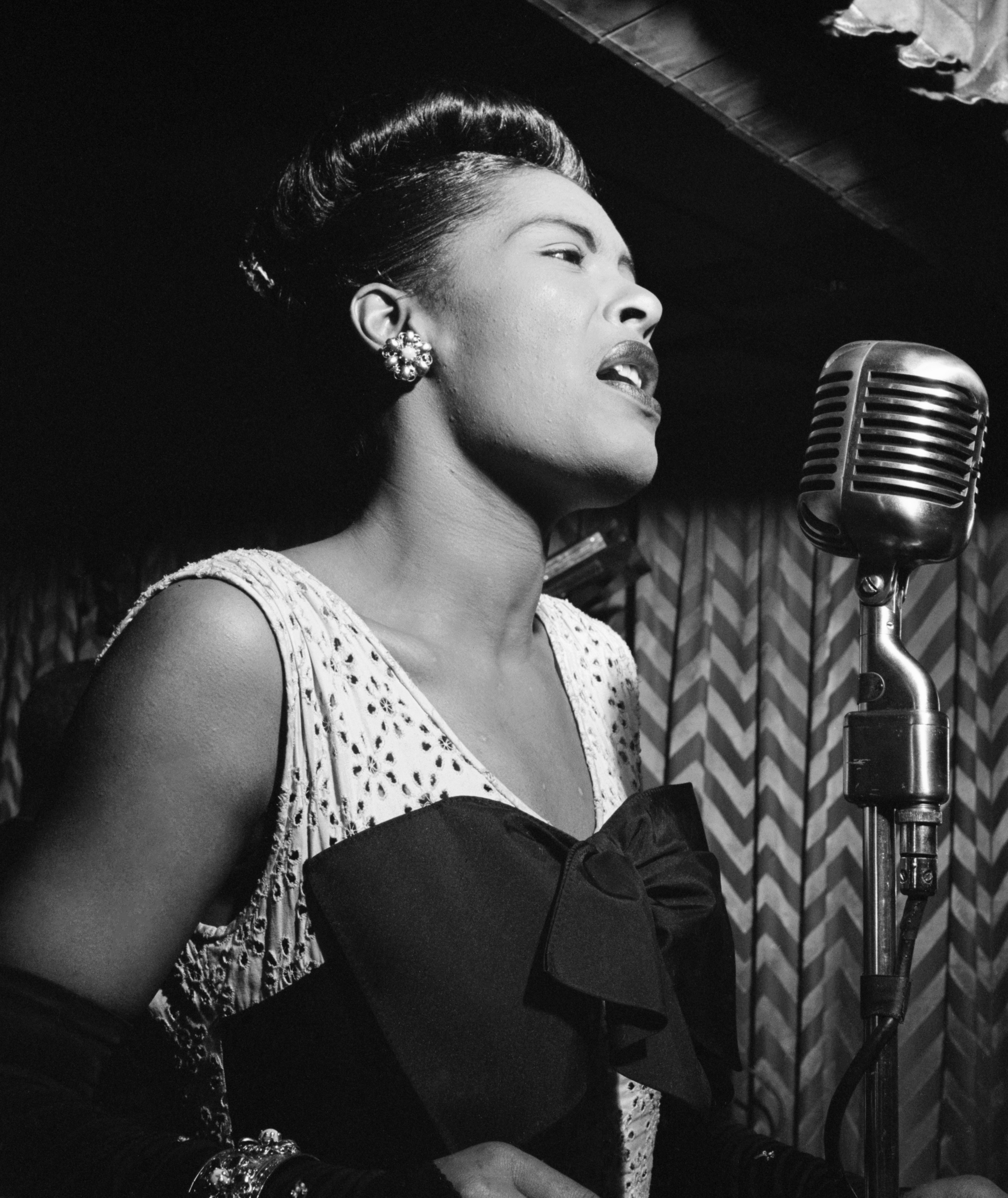
Billie Holiday.
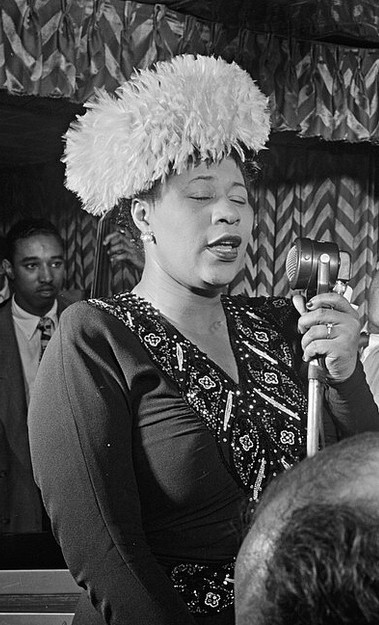
Ella Fitzgerald.
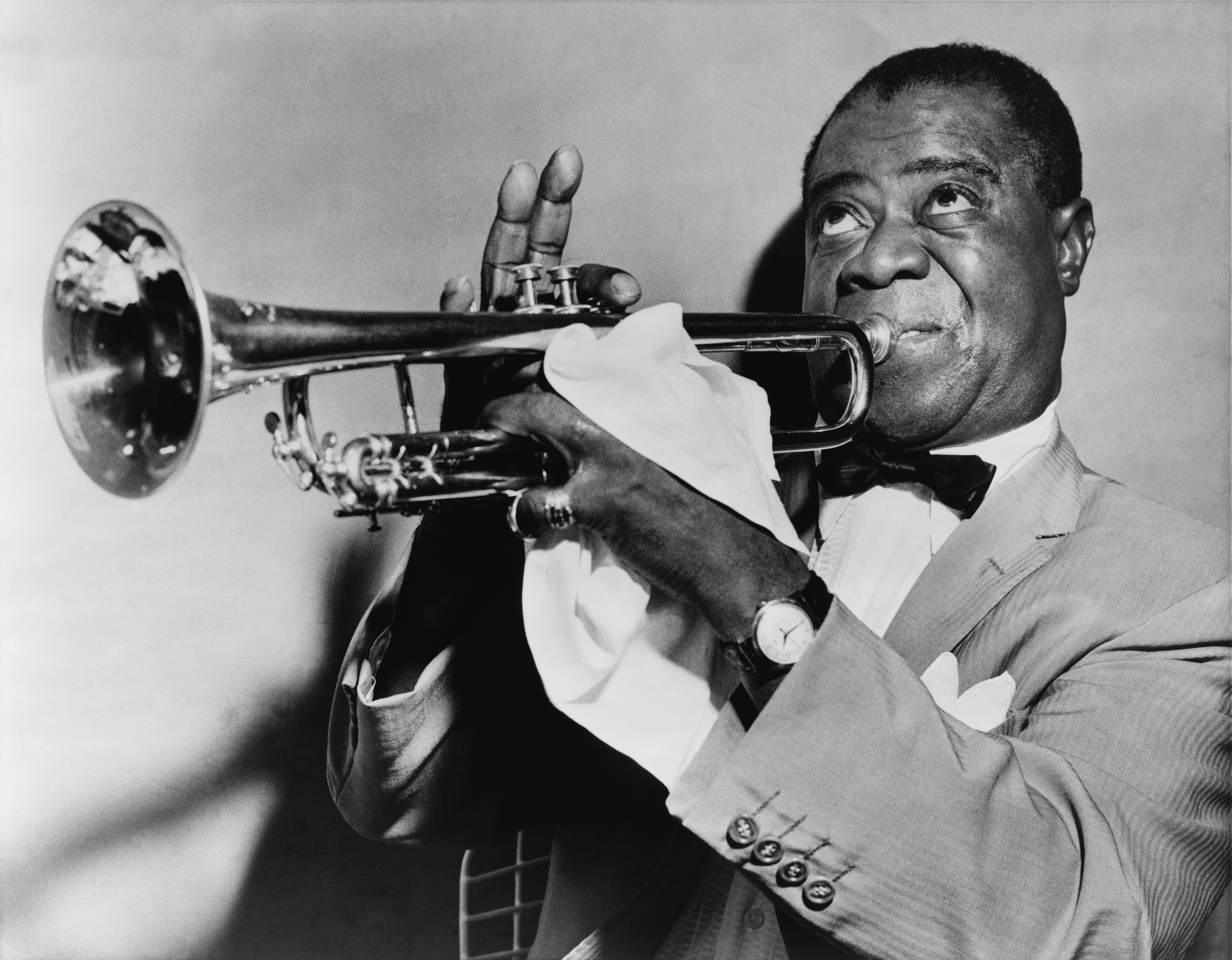
Louis Armstrong.
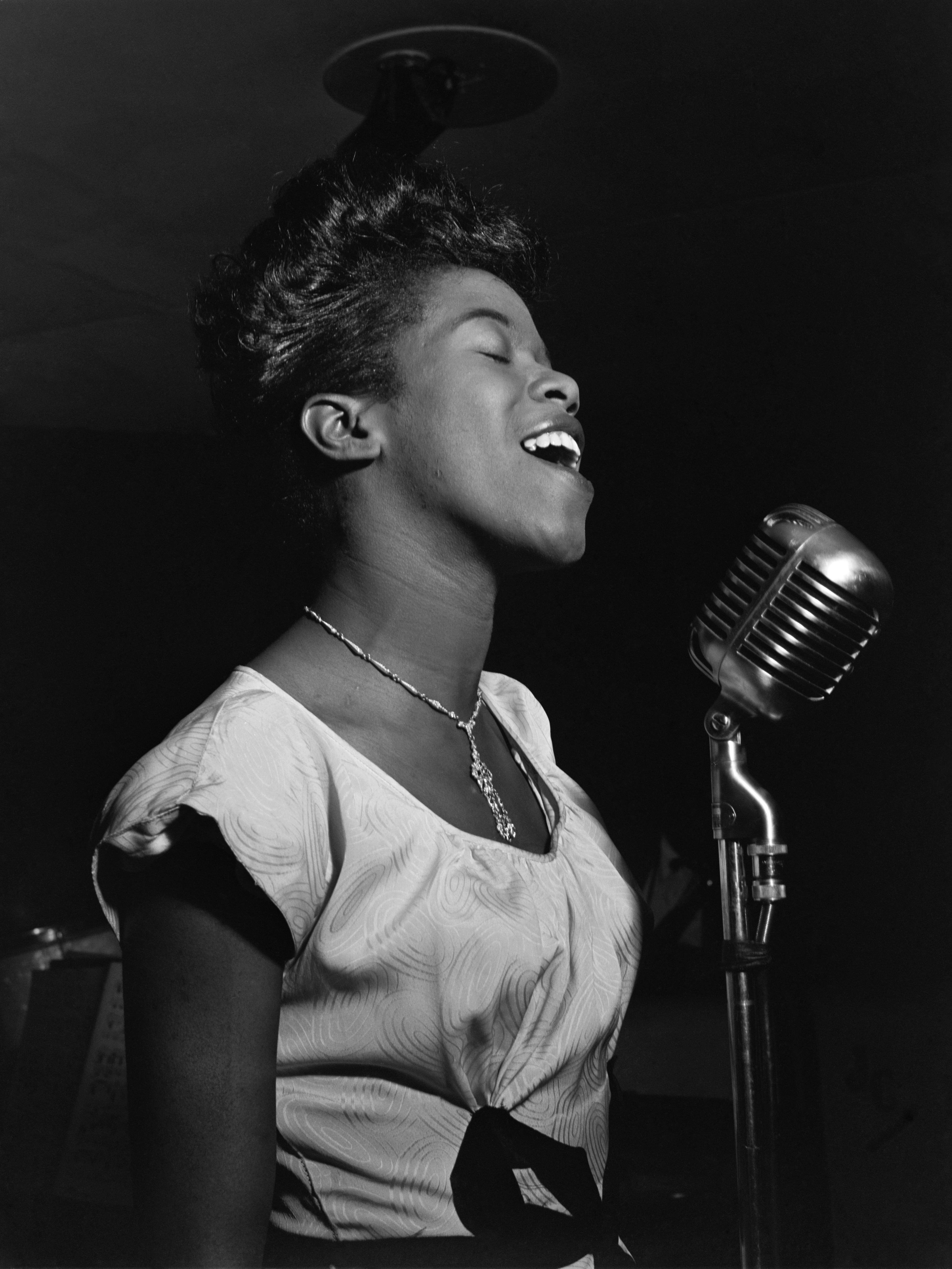
Sarah Vaughan.